# 物部尾輿
物部 尾輿（もののべ の おこし）は、古墳時代（6世紀半ば）の豪族。安閑・欽明両天皇の頃の大連。物部荒山の子。子に物部大市御狩大連、物部守屋、太媛、物部石上贄古大連などがいる。

## 経歴
安閑天皇元年（534年）、廬城部枳莒喩（いおきべのきこゆ）の娘が尾輿の首飾りを盗み、皇后・春日山田皇女に献上した事件が発覚し、この事件とのかかわりを恐れた尾輿は、皇后に配下の部民を献上した。欽明天皇が即位した際に、大連に再任されている。欽明天皇元年（539年）、大伴金村が任那4郡を百済に割譲したことを非難し、金村を失脚させて、政界から引退させた。欽明天皇13年（552年）の聖王（聖明王）から仏像や経典などが献上された時（仏教公伝）には、中臣鎌子と共に廃仏を主張し、崇仏派の蘇我稲目と対立した。

## 系譜
- 父：物部荒山
- 母：不詳
- 妻：阿佐姫 - 弓削倭古の娘
- 妻：加波流姫 - 弓削倭古の娘
  - 男子：物部守屋
- 生母不明の子女
  - 男子：物部大市御狩 - 大連
  - 女子：太媛
  - 男子：物部石上贄古 - 大連
  - 男子：今木金山若子連公
  - 男子：多和髪連公